# Koh Andaet
Koh Andaet o Kaoh Andaet es uno de los diez distritos que forman la provincia camboyana de Takéo, con una población estimada en marzo de 2008 de 48 039 habitantes. Está dividido en las siguientes  comunas (khum), que se muestran asimismo con población estimada de 2008:
- Krapum Chhuk 9,423
- Pech Sar 8,046
- Prey Khla 9,872
- Prey Yuthka 3,998
- Romenh 11,330
- Thlea Prachum 5,370[1]